# Tomasz Cichy
Tomasz Cichy (ur. 30 lipca 1976 w Poznaniu), polski hokeista na trawie, olimpijczyk.
Pochodzi ze sportowej rodziny – jego ojciec Marek przez kilkanaście lat prowadził męską reprezentację w hokeju na trawie i działa w Polskim Związku Hokeja na Trawie, matka Renata z domu Rennert ukończyła poznańską Akademię Wychowania Fizycznego i po studiach prowadziła na tej uczelni zajęcia z wychowania fizycznego. Tomasz Cichy ukończył Zespół Szkół Handlowych w Poznaniu (1995), później podjął studia w Wyższej Szkole Komunikacji i Zarządzania.
W latach 1995–2000 wystąpił w 69 meczach reprezentacji narodowej, m.in. w mistrzostwach Europy (1999) i igrzyskach olimpijskich w Sydney (2000); strzelił w spotkaniach kadry 3 bramki. Gra na pozycji obrońcy. Reprezentuje barwy KS Pocztowiec Poznań, był mistrzem Polski na otwartym sezonie (1995, 1998) i w hali (2002).
Obecnie pełni funkcję kierownika reprezentacji Polski do lat 21. W styczniu wraz z kadrą wywalczył w Wiedniu Halowe Mistrzostwo Europy do lat 21.

## Odznaczenie
- Złoty Krzyż Zasługi (2007)[1][2]